# Obscure Infinity
Obscure Infinity ist eine deutsche Death-Metal-Band aus dem Westerwald, Rheinland-Pfalz, die im Jahr 2007 gegründet wurde.

## Geschichte
Die Band wurde Anfang 2007 von dem Sänger Jules und dem Gitarristen Stefan gegründet. Kurze Zeit später stießen der Bassist Pascal „Kalle“ und der Schlagzeuger Oli zur Besetzung. Im April 2008 begannen die Aufnahmen zum ersten Demo Into the Depths of Infinity. Währenddessen kam Florian als zweiter Gitarrist zur Gruppe. Nachdem das Demo veröffentlicht worden war, folgten mehrere Auftritte. Zudem begannen die Arbeiten zum Debütalbum Dawn of Winter. Die Band erhielt Anfang 2009 einen Vertrag bei Obscure Domain Productions, worüber der Tonträger im August 2010 erschien. Im Juli 2011 schloss sich eine Split-Veröffentlichung zusammen mit der italienischen Band Profanal an. Danach begannen die Arbeiten zum zweiten Album, während Auftritte abgehalten wurden, unter anderem auch auf dem NRW Deathfest, wo unter anderem auch Asphyx, Entrails und Krypts spielten. Im Dezember wurde das Album aufgenommen und Mitte 2012 unter dem Namen Putrefying Illusions über Obscure Domain Productions veröffentlicht. Danach veränderte sich die Besetzung der Band und Florian wurde durch Sascha und Oli durch Thomas „O.“ ersetzt. Danach folgten weitere Auftritte, unter anderem auf dem Party.San und dem Kill-Town Death Fest. Zudem unterzeichnete die Gruppe einen Vertrag bei FDA Rekotz. Nach einer Split-Veröffentlichung mit Deathronation nahm die Band drei Lieder auf, die auf verschiedenen Split-Veröffentlichungen erschienen. 2015 erschien über FDA Rekotz das Album Perpetual Descending into Nothingness. Bei den Aufnahmen waren zwölf Lieder entstanden, von denen es acht auf das Album geschafft hatten. Da O. in zu vielen anderen Projekten involviert ist, ist er nur auf Tonträger zu hören. Es sind Live-Auftritte geplant, bei denen der Bassist Kalle das Schlagzeug stattdessen übernehmen soll.

## Stil
Laut der Bandbiografie auf obscureinfinity.jimdo.com wurde die Band durch traditionelle Death-Metal-Bands der 1990er Jahre wie Unleashed, Grave, Death und Asphyx beeinflusst. Allerdings versuche sie auch Einflüsse aus Thrash- und Black-Metal einzuarbeiten. Laut Sebastian Schilling vom Rock Hard konzentriert sich die Band zwar, ähnlich wie die Labelkollegen Chapel of Disease auf Oldschool-Death-Metal, jedoch auch ohne sich nur auf das bloße Nachspielen zu beschränken. Stefan gab im Interview mit Schilling an, dass die Band Death Metal spielt, jedoch versuche man auch Einflüsse aus anderen Metal-Genres zu verarbeiten. Im Lied Forlorn Wanderer gibt es laut Schilling Klargesang und Spoken-Word-Passagen. Der Text sei laut Stefan von A., einem Mitglied der Band Chaos Invocation, geschrieben worden und handele von „einem Mann, der den langen und einsamen Weg zur spirituellen Liberalisierung völlig kompromisslos geht“. Auch Marek Protzak von metal.de hörte in seiner Rezension zu Perpetual Descending into Nothingness neben Death-Metal- auch leichte Black-Metal-Einflüsse heraus. Die Leadgitarre klinge nach Dissection und die Riffs nach schwedischem Death Metal. Die Atmosphäre ähnele der von alten Pestilence-Veröffentlichungen. Expiration of the Lost beinhalte ein Riff, das wie Kreator auf Renewal klinge und From Odium and Disease verarbeite ein Riff, wie es zu Stormtroopers of Death passen würde.

## Diskografie
- 2008: Into the Depths of Infinity (Demo, Eigenveröffentlichung)
- 2010: Dawn of Winter (Album, Obscure Domain Productions)
- 2011: United in Death (Split mit Profanal, Dark Descent Records)
- 2012: Putrefying Illusions (Album, Obscure Domain Productions)
- 2013: Deathronation / Obscure Infinity (Split mit Deathronation, Whispers of Death Records)
- 2013: Deadly Collision / Joyless Flesh (Split mit Humiliation, Whispers of Death Records)
- 2014: Souls of Eternal Damnation (Split mit Wound, FDA Rekotz)
- 2015: Perpetual Descending into Nothingness (Album, FDA Rekotz)